# Leo Wenzel
Leo Wenzel (31. května 1883 Podmokly – 16. května 1943 Podmokly) byl československý politik německé národnosti, meziválečný poslanec a senátor Národního shromáždění za Německou národně socialistickou stranu dělnickou (DNSAP).

## Biografie
Byl synem kovářského mistra. Vystudoval národní, měšťanskou a odbornou školu v Podmoklech. Vyučil se kovářem a převzal živnost po otci v Podmoklech-Rozbělesích (Rosawitz). Od mládí byl aktivní v rakouském národně sociálním hnutí (Německá dělnická strana, DAP). Podle údajů k roku 1925 byl profesí kovářským mistrem v Podmoklech.
V parlamentních volbách v roce 1920 získal poslanecké křeslo v Národním shromáždění. V parlamentních volbách v roce 1925 křeslo obhájil. V parlamentních volbách v roce 1929 získal senátorské křeslo v Národním shromáždění. V senátu setrval do roku 1933, kdy byl zbaven mandátu v důsledku rozpuštění DNSAP československými úřady.
Od ledna 1939 (se zpětnou účinností od listopadu 1938) byl členem NSDAP. V roce 1942 se stal starostou Podmokel. Zemřel roku 1943.